# Jorge Picciani
Jorge Sayed Picciani (Rio de Janeiro, 25 de março de 1955 — São Paulo, 14 de maio de 2021) foi um pecuarista e político brasileiro, filiado ao Movimento Democrático Brasileiro (MDB). Ficou preso preventivamente na Cadeia Pública José Frederico Marques, em Benfica, onde posteriormente foi liberado pelo Supremo Tribunal Federal para prisão domiciliar.
Tendo passado pelo Partido Democrático Trabalhista (PDT), e filiado ao Movimento Democrático Brasileiro (MDB) desde 1995, foi presidente da Assembleia Legislativa do Estado do Rio de Janeiro (Alerj) de 2003 a 2010, quando deixou o cargo para concorrer ao Senado. Antes disso, foi, durante seis anos primeiro-secretário da Alerj, no período em que o hoje ex-governador Sérgio Cabral Filho presidiu a casa (1995–2002). No governo Brizola, foi secretário de Esportes e presidente da Superintendência de Desportos do Estado do Rio de Janeiro (SUDERJ).
Era pai de cinco filhos: Leonardo, Felipe, Rafael, Artur (nascido em abril de 2011) e Vicenzo do seu casamento com Hortencia, sua última esposa.

## Biografia

### Formação
Caçula de quatro irmãos e filho de pai confeiteiro de ascendência italiana e mãe doceira com antepassados árabes, Picciani nasceu em Mariópolis, no subúrbio do Rio de Janeiro, e estudou no Colégio Pedro II.[carece de fontes?]
Formou-se em duas faculdades: ciências contábeis, pela Universidade do Estado do Rio de Janeiro (UERJ), e estatística, pela Escola Nacional de Ciências Estatísticas (ENCE).
Trabalhou como auditor fiscal e estatístico do Instituto Brasileiro de Geografia e Estatística (IBGE).[carece de fontes?]
Trabalhou como auditor fiscal estadual de Mato Grosso durante o período de 1981 até 1984, quando foi afastado em sindicância interna e abandonou seu posto em Rondonópolis (distante 200 km da Capital Cuiabá). A sindicância foi motivada pelo desaparecimento e, no bojo da investigação policial, a descoberta de um grande esquema de sonegação tributária envolvendo fiscais, comerciantes e produtores rurais, no que se chamou de "Caso Lauro dos Santos Sá".

### Pecuarista
Tornou-se pecuarista em 1984, quando adquiriu sua primeira fazenda, a Monte Verde, em Rio das Flores, no Sul Fluminense. A princípio, tratava-se de uma propriedade de leite e café, mas, nos anos 1990, passou a dedicar-se à reprodução assistida de gado.

### Carreira política
Quando ingressou na política, pelas mãos do constituinte Marcelo Cerqueira, então no Partido Socialista Brasileiro (PSB), já era produtor rural.[carece de fontes?]
Elegeu-se pela primeira vez em 1990 e reelegeu-se deputado estadual quatro vezes. Presidiu a Assembleia Legislativa do Rio de Janeiro entre 2003 e 2010. Nas quatro vezes em que foi eleito presidente (as votações para a Mesa Diretora ocorrem a cada dois anos), concorreu sozinho à Presidência e teve praticamente a unanimidade dos votos.
Em 2010, com o apoio do então governador do Estado do Rio de Janeiro, Sérgio Cabral Filho, concorreu ao Senado e obteve 3.048.034 de votos, mas não conseguiu se eleger; teve menor quantidade de votos que seus dois adversários que foram eleitos para o mandato: Marcelo Crivella, do PRB e Lindberg Farias, do PT.
Na eleição de 2014, candidatou-se novamente para a ALERJ e foi eleito com 76.590 votos (nona maior votação no Estado do Rio e a terceira do PMDB/RJ). Foi novamente eleito presidente da ALERJ com 65 dos 70 votos. Em abril de 2015, votou a favor da nomeação de Domingos Brazão para o Tribunal de Contas do Estado do Rio de Janeiro, nomeação que foi muito criticada na época. Em 2017, Domingos Brazão seria afastado do TCE, junto com outros conselheiros do órgão, por suspeita de corrupção e recebimento de suborno, envolvendo no caso, inclusive, o presidente da ALERJ, Jorge Picciani, onde este seria o organizador da propina.
Já naquela época, possuía acusações de corrupção contra si. A empresa Agrobilara, da família Picciani, foi citada nas investigações da Operação Lava Jato, acusada de vender 'vacas superfaturadas' para lavar dinheiro de corrupção. Em 2016, em depoimento, Tania Maria Silva Fontenelle, que trabalhou na Carioca Engenharia por quase 30 anos e saiu em 2015, afirmou que a construtora comprou “vacas superfaturadas” da empresa Agrobilara com o objetivo de movimentar dinheiro em espécie que seria usado no caixa 2 da construtora, a destinação dessas quantias era ilícita, para corrupção ou para doação eleitoral não-declarada. Como contrapartida pelos negócios ilegais, segundo a ex-funcionária da Carioca, os envolvidos nas empresas recebiam comissões. Posteriormente, Jorge Picciani (PMDB) afirmou, em nota, que iria processar a ex-funcionária da Carioca Engenharia, Tania Fontenelle, estando à disposição das autoridades para comprovar a improcedência das afirmações.
Em 2017, em delação premiada, Jonas Lopes, ex-presidente do Tribunal de Contas do Estado do Rio de Janeiro (TCE-RJ), apontou atividades ilícitas na empresa de agropecuária Agrobilara, e acusou Jorge Picciani de lavar dinheiro com venda de gado. Segundo Jonas Lopes de Carvalho, em setembro de 2014, 500 mil reais obtidos na prática de corrupção foram usados na compra subfaturada de cem cabeças de gado, da Agrobilara, dissimulando a natureza ilícita dessa quantia. Logo após, assessores de Jorge Picciani e seu filho Leonardo Picciani, afirmaram que todas as operações da Agrobilara, inclusive as poucas que fizemos com Jonas Lopes, foram devidamente auditadas, com notas fiscais emitidas e impostos recolhidos, a preços compatíveis aos praticados no mercado de animais de leite.
Em março de 2017, foi alvo de condução coercitiva para prestar depoimento na na Superintendência da Polícia Federal do Rio de Janeiro, autorizado pelo Superior Tribunal de Justiça, no âmbito da Operação Lava Jato. A condução fazia parte da Operação O Quinto do Ouro, que investiga desvios de até 20% de contratos com órgãos públicos para autoridades, em especial membros do Tribunal de Contas do Estado do Rio (TCE-RJ) e da Assembleia Legislativa do Rio de Janeiro (Alerj). Após o depoimento Picciani não falou com a imprensa, seu gabinete, na Alerj, foi alvo de busca e apreensão. A operação teve como base as delações premiadas de Jonas Lopes. Além de Picciani, foram alvos desta operação os conselheiros do TCE-RJ: o presidente Aloísio Neves, o vice-presidente Domingos Brazão, e José Gomes Graciosa, José Maurício Nolasco e Marco Antônio Alencar.
Como deputado estadual e presidente da Alerj, votou a favor da privatização da Companhia Estadual de Águas e Esgotos do Rio de Janeiro (CEDAE) em fevereiro de 2017.
Após sua prisão, no fim de 2017, não se candidatou à reeleição para a 12.ª legislatura.

### Morte
Picciani morreu em 14 de março de 2021 no Hospital Vila Nova Star, em São Paulo, enquanto tratava de um câncer de bexiga. Pessoas próximas afirmavam que o tempo na cadeia e o aborrecimento pela condenação fizeram com que a doença se agravasse. Deixa a esposa Hortência Oliveira Picciani e cinco filhos.

## Controvérsias

### Operação Cadeia Velha
No dia 14 de novembro de 2017, Jorge Picciani foi alvo de um mandado de condução coercitiva expedido pelo Tribunal Regional Federal da 2ª Região (TRF-2) no âmbito da Operação Cadeia Velha. O político foi levado coercitivamente para depor na sede da Polícia Federal no Rio de Janeiro, situada no bairro carioca da Saúde, após desembarcar no Aeroporto Santos Dumont de um voo oriundo de Uberlândia. De acordo com as investigações feitas pela força-tarefa da Operação Lava Jato, Picciani comandava, em conjunto com Edson Albertassi e Paulo Melo, um esquema de distribuição de propinas entre deputados estaduais na Assembleia Legislativa do Estado do Rio de Janeiro (Alerj), conhecido como "Caixinha da Fetranspor", visando votos favoráveis a interesses de empresários ligados à Federação das Empresas de Transportes de Passageiros do Estado do Rio de Janeiro (Fetranspor). A operação também mirou outras pessoas ligadas ao político, entre elas o empresário Felipe Picciani, filho de Jorge Picciani, que foi preso pela Polícia Federal em Minas Gerais após levar o pai no Aeroporto de Uberlândia.

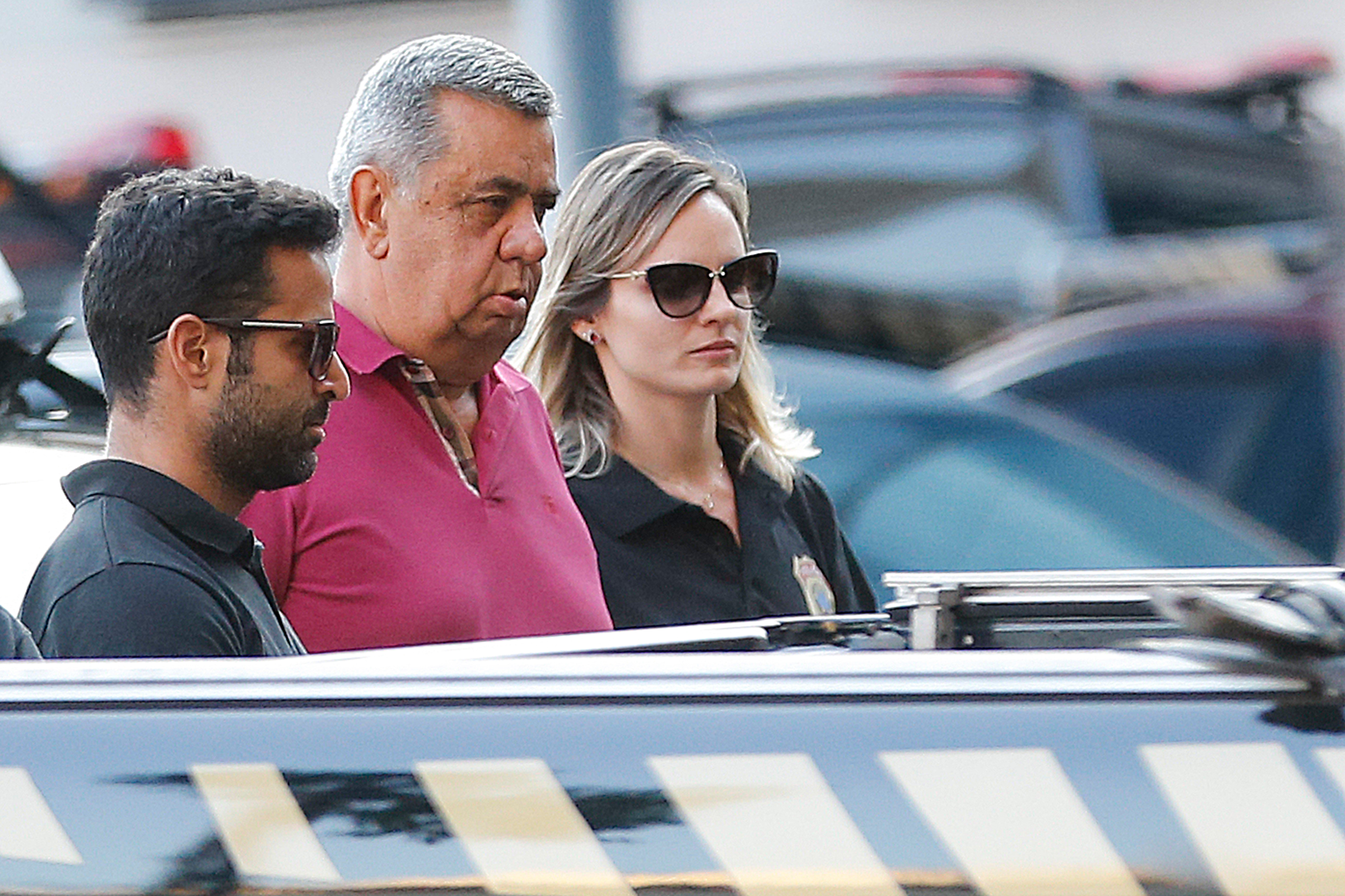
Jorge Picciani ao se entregar à Polícia Federal, em 16 de novembro de 2017.

A prisão preventiva de Jorge Picciani, bem como as de Edson Albertassi e de Paulo Melo, foi decidida por desembargadores federais em seção no Tribunal Regional Federal da 2ª Região (TRF-2) ocorrida em 16 de novembro de 2017. Após a expedição do mandado de prisão, Picciani entregou-se na sede da Polícia Federal no Rio de Janeiro, sendo posteriormente transferido para a Cadeia Pública José Frederico Marques. No entanto, o político foi solto no dia seguinte após decisão favorável à revogação das prisões preventivas dos deputados estaduais alvos da Operação Cadeia Velha tomada em votação na Assembleia Legislativa do Estado do Rio de Janeiro (Alerj), ocasião em que houvera 39 votos a favor da soltura dos políticos, 19 votos para a manutenção das prisões, 1 abstenção e 11 ausências.
No dia 21 de novembro de 2017, desembargadores do TRF-2 não reconheceram a autoridade da decisão da Assembleia Legislativa e determinaram que Albertassi, Melo e Picciani fossem novamente presos. De acordo com Abel Gomes, relator da ação sobre a Operação Cadeia Velha no TRF-2, a Alerj cometeu duas ilegalidades na sessão do dia 17 de novembro de 2017: uma ao emitir um alvará de soltura para os deputados sem que isso passasse pelo TRF-2; e outra ao ingressar em matéria que não é de sua competência ao deliberar também sobre o afastamento dos deputados quando deveria se pronunciar apenas sobre a prisão. O Grupo de Atribuição Originária Criminal da Procuradoria-Geral de Justiça (GAOCRIM) iniciou duas frentes de investigação, uma para apurar se houve descumprimento de ordem judicial no caso e outra para verificar uma possível prevaricação do diretor da Cadeia Pública José Frederico Marques, responsável pela liberação dos políticos da penitenciária. Os deputados haviam deixado a unidade prisional em um carro oficial da Alerj.

### Operação Furna da Onça
No dia 8 de novembro de 2018, um novo mandado de prisão preventiva contra Jorge Picciani foi expedido pelo Tribunal Regional Federal da 2ª Região (TRF-2) no âmbito da Operação Furna da Onça. De acordo com o Ministério Público Federal, o parlamentar recebia mensalmente uma quantia de R$ 400 mil para que votasse na Assembleia Legislativa do Estado do Rio de Janeiro (Alerj) de acordo com os interesses do grupo político comandado pelo ex-governador Sérgio Cabral, tendo recebido ainda uma certa quantia como "prêmio". Outros alvos da operação foram: Fabio Cardoso do Nascimento, ex-assessor parlamentar de Picciani; e Jorge Luiz Ribeiro, ex-assessor parlamentar, operador financeiro e braço direito do político.
De acordo com o Ministério Público Federal (MPF), Jorge Picciani também tinha influência para nomeações em postos do Detran-RJ situados nos seguintes municípios fluminenses: Belford Roxo, Nova Iguaçu, Queimados, São João de Meriti, Teresópolis e Três Rios. As nomeações feitas pelo parlamentar eram para chefes de unidades, responsáveis pelas vistorias, e para assistentes. Os funcionários indicados para os postos também atuavam em campanhas políticas do político, garantindo-lhe votações expressivas em suas regiões de influência para nomeações. A disponibilização de cargos, tanto para Jorge Picciani quanto para outros deputados estaduais, era feita em troca de votos favoráveis na Assembleia Legislativa do Estado do Rio de Janeiro (Alerj) aos projetos de interesse do Grupo Facility/Prol, vencedor dos contratos para fornecimento de mão de obra nos postos do Detran-RJ, cujo proprietário era o empresário Arthur César Soares na época em que Sérgio Cabral era governador do Rio de Janeiro.

### Relatório sobre transações bancárias suspeitas
Em dezembro de 2018, veio à tona um relatório de 422 páginas do Conselho de Controle de Atividades Financeiras (Coaf) que havia sido anexado pelo Ministério Público Federal à investigação que origem à Operação Furna da Onça e que ganhou grande repercussão nacional por envolver um ex-assessor parlamentar de Flávio Bolsonaro, filho do presidente Jair Bolsonaro. O documento reúne informações a respeito de operações bancárias de 75 funcionários e ex-servidores da Assembleia Legislativa do Estado do Rio de Janeiro (Alerj) citadas em comunicados sobre transações financeiras suspeitas. As operações suspeitas, que envolvem pessoas que trabalham ou trabalharam em 20 gabinetes de deputados estaduais do Rio de Janeiro de diferentes matizes ideológicas, totalizam mais de R$ 207 milhões.
O relatório do Coaf apontou que funcionários do gabinete de Jorge Picciani na Alerj movimentaram um total de R$ 1,8 milhão entre janeiro de 2016 e janeiro de 2017. O Ministério Público Federal, em nota, esclareceu que nem todas as movimentações atípicas citadas no documento seriam, necessariamente, ilícitas.